# Gauselmann
Gauselmann AG eller Gauselmann-Gruppe er en tysk gamblingvirksomhed. Den blev etableret i 1957 af Paul Gauselmann, der fortsat er ejer af virksomheden. De har hovedkvarter i Espelkamp, Nordrhein-Westfalen. Deres primære brand er Merkur. Produkterne omfatter spillehaller, spilleautomater, betting, online casino og diverse spil. I 2021 havde de 14.492 ansatte (i Tyskland 7.740) og en omsætning på 1,83 mia. euro.